# Xỉ luyện kim
Xỉ luyện kim là phụ phẩm thu được sau khi đã tách được loại quặng mong muốn từ quặng thô ban đầu. Xỉ quặng thường là hỗn hợp của các oxit kim loại và SiO2. Tuy nhiên, xỉ quặng có thể chứa các hợp chất sunphit kim loại và các kim loại khác. Xỉ ngoài vai trò loại bỏ tạp chất để thu tinh quặng trong quá trình luyện kim, nó còn đóng vai trò khác như hỗ trợ điều khiển nhiệt độ quá trình nấu chảy, giảm thiểu việc tái oxy hóa của kim loại lỏng. Trong một số công nghệ luyện kim như nấu chảy  ilmenite để thu titan dioxide, phần xỉ còn có giá trị hơn cả phần kim loại thu được.